# Juan Guzmán (patriarca)
Juan Guzmán (falecido em 1605) foi um prelado católico romano que serviu como Patriarca das Índias Ocidentais (1602–1605).

## Biografia
Foi arquidiácono de Guadalajara, cônego de Toledo, sommelier de cortina, esmoleiro e capelão-mor dos reis Filipe II e Filipe III da Espanha. No dia 15 de novembro de 1602, Juan Guzmán foi nomeado durante o papado do Papa Clemente VIII como Patriarca das Índias Ocidentais. Serviu como Patriarca das Índias Ocidentais até à sua morte em 1605.